# Erythroxylum apiculatum
Erythroxylum apiculatum là một loài thực vật có hoa trong họ Erythroxylaceae. Loài này được Diogo mô tả khoa học đầu tiên năm 1924.